# Johannes Brik
Johannes Brik (* 8. September 1899 in Wolfsberg; † 27. Oktober 1982 in Kremsmünster) war ein österreichischer Benediktiner.

## Leben
Johannes Brik, der am 8. September 1899 in Wolfsberg geboren wurde, begann im Jahr 1911 eine zweijährige Vorbildung an einem Gymnasium in Wien und setzte sie 1913 für sechs Jahre am Stiftsgymnasium Kremsmünster fort. Seit 1919 schließlich studierte er an der Technischen Universität Wien, schloss das Studium mit dem Grad eines Diplomingenieurs ab und war die folgenden fünf Jahre als Konstrukteur einer Wiener Firma tätig. Am 8. November 1930 wurde er ins Benediktinerkloster in Kremsmünster aufgenommen, schon im folgenden Jahr jedoch ging er für ein vierjähriges theologisches Studium, das bis 1935 andauerte, zur Universität Salzburg, seine Priesterweihe fand dort am 14. Juni 1935 statt. Danach aber wandte er sich an der Universität Wien mathematischen und geometrischen Studien zu. Dies dauerte bis 1939 an, anschließend war er im Zweiten Weltkrieg mehrere Male Kaplan. Im Jahr nach Kriegsende wurde er dann Professor für Mathematik und darstellende Geometrie am Stiftsgymnasium Kremsmünster. 1951 wurde Brik als Lektor für Philosophie an der Anstalt für Hauslehrer in Kremsmünster eingestellt. Am 27. Oktober 1982 starb er im Alter von 83 Jahren.

## Wirkung
Er wirkte auch als Schriftsteller, teils unter dem Pseudonym „Hans Theodor Brik“. Von ihm stammten Die große Flut, Das Land des Goldes, Festung im Weltall und anderes.